# Fontenois-lès-Montbozon
Fontenois-lès-Montbozon ist eine Gemeinde im französischen Département Haute-Saône in der Region Bourgogne-Franche-Comté.

## Geographie
Fontenois-lès-Montbozon liegt auf einer Höhe von 265 m über dem Meeresspiegel, drei Kilometer nordwestlich von Montbozon und etwa 16 Kilometer südsüdöstlich der Stadt Vesoul (Luftlinie). Das Straßendorf erstreckt sich in einem Seitental der Linotte nördlich des Flusstals des Ognon, zwischen den Waldhöhen des Mont d'Ormenans im Süden und des Bois du Fays im Norden.
Die Fläche des 14,27 km² großen Gemeindegebiets umfasst einen Abschnitt der gewellten Landschaft zwischen den Flusstälern von Ognon im Süden und Saône im Nordwesten. Der zentrale Teil des Gebietes wird in Ost-West-Richtung von der Mulde von Fontenois durchquert, die durchschnittlich auf 260 m liegt. Durch den Dorfbach wird die Mulde nach Westen zur Linotte entwässert. Flankiert wird die Mulde von Hochflächen, die aus Kalkschichten der oberen Jurazeit bestehen. Sie liegen auf 300 bis 320 m und sind teils bewaldet, teils mit Acker- und Wiesland bestanden. Nördlich des Dorfes befinden sich der Bois du Fays (330 m) und der Beauregard (339 m). Im Osten und Südosten reicht das Gebiet auf das Plateau von Montbozon, und im Süden auf die Hochfläche des Mont d'Ormenans, auf dem mit 348 m die höchste Erhebung von Fontenois-lès-Montbozon erreicht wird. Nach Westen erstreckt sich das Gemeindeareal über die rund 500 m breite Talniederung der Linotte, die angrenzenden Höhen des Bois de la Bouloie (bis 318 m) bis in das Tälchen der Filaine. Dieser kurze rechte Zufluss der Linotte bildet die westliche Gemeindegrenze.
Nachbargemeinden von Fontenois-lès-Montbozon sind Dampierre-sur-Linotte im Norden, Bouhans-lès-Montbozon und Thiénans im Osten, Montbozon und Ormenans im Süden sowie Roche-sur-Linotte-et-Sorans-les-Cordiers und Vy-lès-Filain im Westen.

## Geschichte
Im Mittelalter gehörte Fontenois-lès-Montbozon zur Freigrafschaft Burgund und darin zum Gebiet des Bailliage d’Amont. Die lokale Herrschaft oblag der Familie von Fontenois, die 1164 erwähnt wird und im 13. Jahrhundert erlosch. Zusammen mit der Franche-Comté gelangte Fontenois-lès-Montbozon mit dem Frieden von Nimwegen 1678 definitiv an Frankreich. Mit der Eröffnung der Bahnlinie von Besançon nach Lure wurde das Dorf Ende des 19. Jahrhunderts an das französische Eisenbahnnetz angebunden. Heute ist die Linie jedoch stillgelegt. Seit 2000 ist Fontenois-lès-Montbozon Mitglied des 21 Ortschaften umfassenden Gemeindeverbandes Communauté de communes du Pays de Montbozon.

## Sehenswürdigkeiten
Die Dorfkirche von Fontenois-lès-Montbozon wurde um 1780 erbaut. Sehenswert ist das Waschhaus im Dorfzentrum, das 1830 bis 1831 errichtet wurde und ein Kuppeldach mit 16 Säulen besitzt. Im Ortskern sind verschiedene Häuser aus dem 17. bis 19. Jahrhundert im charakteristischen Stil der Haute-Saône erhalten, darunter ein Gebäude mit Treppenturm. Auf der Flur Ormeau befinden sich Überreste (Gräben und Wälle) einer mittelalterlichen Burg.

## Bevölkerung
| Jahr                       | 1962 | 1968 | 1975 | 1982 | 1990 | 1999 |
| Einwohner                  | 254  | 260  | 256  | 242  | 273  | 291  |
| Quellen: Cassini und INSEE |      |      |      |      |      |      |

Mit 317 Einwohnern (1. Januar 2022) gehört Fontenois-lès-Montbozon zu den kleinen Gemeinden des Département Haute-Saône. Nachdem die Einwohnerzahl in der ersten Hälfte des 20. Jahrhunderts deutlich abgenommen hatte (1896 wurden noch 476 Personen gezählt), wurde seit Beginn der 1980er Jahre wieder ein leichtes Bevölkerungswachstum verzeichnet.

## Wirtschaft und Infrastruktur
Fontenois-lès-Montbozon war bis weit ins 20. Jahrhundert hinein ein vorwiegend durch die Landwirtschaft (Ackerbau, Obstbau und Viehzucht) und die Forstwirtschaft geprägtes Dorf. Daneben gibt es heute verschiedene Betriebe des lokalen Kleingewerbes. Mittlerweile hat sich das Dorf auch zu einer Wohngemeinde gewandelt. Viele Erwerbstätige sind deshalb Wegpendler, die in den größeren Ortschaften der Umgebung ihrer Arbeit nachgehen.
Die Ortschaft liegt abseits der größeren Durchgangsachsen an einer Departementsstraße, die von Montbozon nach Dampierre-sur-Linotte führt. Weitere Straßenverbindungen bestehen mit Bouhans-lès-Montbozon und Sorans-les-Cordiers.